# دا سيلفا (لاعب كرة قدم برازيلي)
دا سيلفا هو لاعب كرة قدم برازيلي، ولد في 11 مارس 1999 في ريو دي جانيرو في البرازيل. لعب مع غريميو بورتو أليغرينزي.